# نيزام بيرواني
نيزام بيرواني (بالإنجليزية: Nizam Peerwani)‏ الطبيب الشرعي الأول في مقاطعة تارانت في تكساس. كان بارزاً محلياً بدوره في حادثة ديفيد كوريش التي وقعت في ماونت كارمل في مدينة واكو في تكساس وأيضاً لدوره في محاكمة شانتيه جاوان مالارد لمقتل غريغوري غلين بيغز.
من أعماله تقييم الإبادة الجماعية وانتهاكات حقوق الإنسان داخل جمهورية رواندا. كما أدلى بشهادته أمام المحكمة الجنائية الدولية لجمهورية رواندا بشأن النتائج التي توصل إليها فريق الطب الشرعي.
كان بيرواني عضواً متقدماً في تقييم الإبادة الجماعية داخل البوسنة والهرسك، وتم تكريمه في أكتوبر 2006 لعمله في مجال حقوق الإنسان من قبل أطباء مختصين في مجال حقوق الإنسان.
تخرج بيرواني من الجامعة الأميركية في بيروت، وأكمل مرحلة الإقامة في علم الأمراض في المركز الطبي بجامعة بايلور في دالاس، وقد حصل على شهادة البورد في علم الأمراض السريرية والتشريحية والطب الشرعي.

## روابط خارجية
- Okado, Bryon. "Honoring a Witness for the Dead". Fort Worth Star Telegram. October 19, 2006.
- أطباء من أجل حقوق الإنسان
- صفحته علة موقع pbs